# Passerelle de l'Estacade
La passerelle de l’Estacade, anciennement « estacade de l'île Saint-Louis » ou « estacade Henri-IV », dite aussi « pont de l’Estacade », est un ancien ouvrage à double fonction construit dans les années 1770 à Paris en travers du petit bras, dit « bras Marie » de la Seine. Elle a été plusieurs fois remaniée et reconstruite avant d'être démolie en 1932.

## Situation

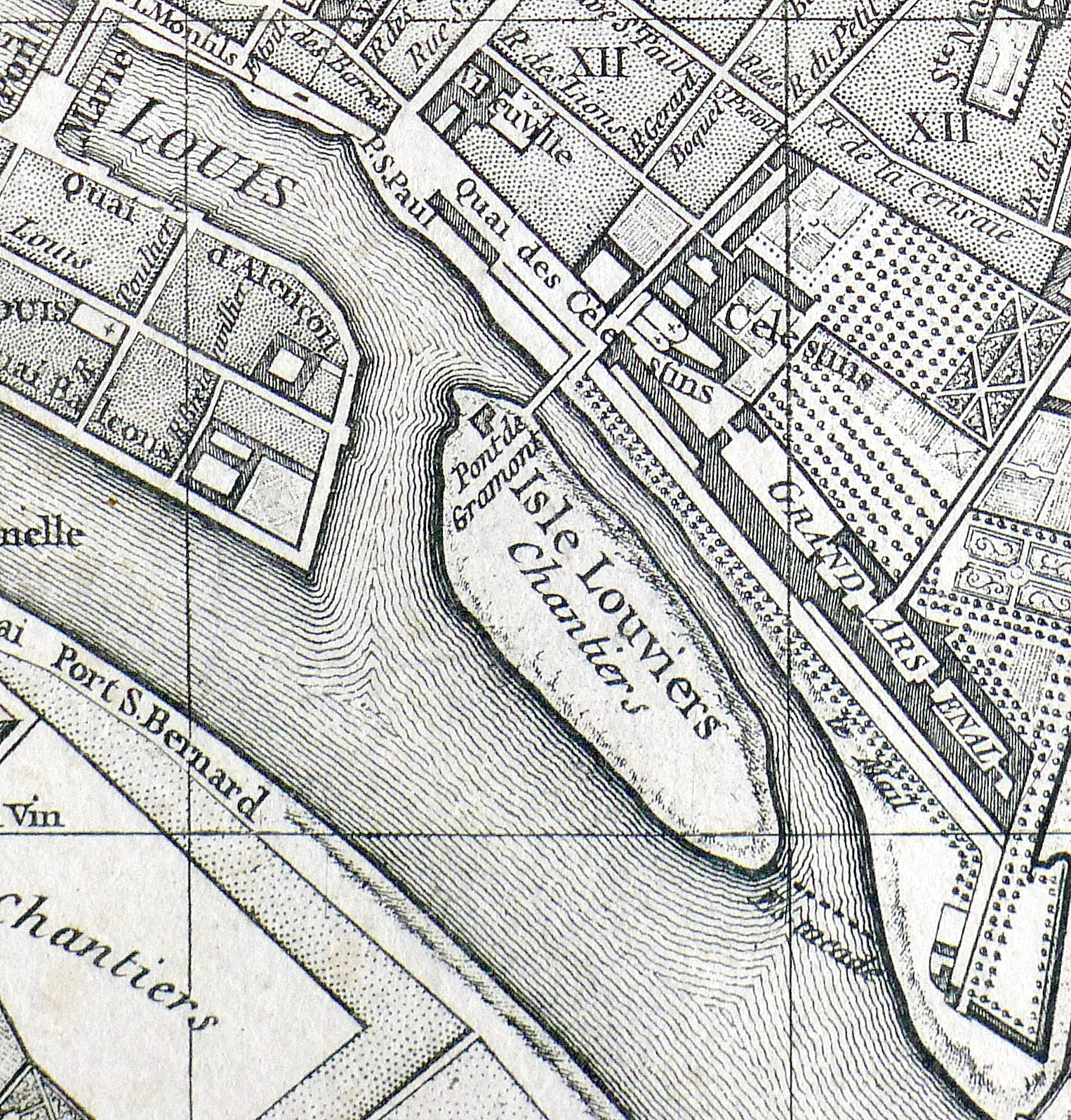
L'Estacade de l'île Louviers située en amont du pont de Grammont à la pointe de l'Arsenal (plan de Vaugondy, 1760).

Simple jetée à son origine, l'estacade fut lancée en ligne droite dans le prolongement de l'ancien quai Dauphin ou des Balcons (devenu quai de Béthune) en prenant appui, au nord-ouest sur la pointe amont de l'île Saint-Louis et au sud-ouest sur l'ancienne île Louviers. Muni d'un tablier de passerelle en planches au début du XIXe siècle, elle permettait dorénavant aux piétons de cheminer entre les deux îles, puis de gagner, à partir de la berge nord de l'île Louviers, la rive droite en franchissant le pont de Grammont au-dessus du « bras du Mail ».
Après le rattachement de cette île à la rive droite, en 1841, et de l'aménagement de sa rive sud, en 1844, une nouvelle section de passerelle fut ajoutée à l'existante pour franchir le nouveau port Henri-IV. L'emplacement de la plateforme qui accueillit les passants au niveau du quai Henri-IV, un peu en amont de l'actuelle rue Agrippa-d'Aubigné (ouverte en 1869 sous le nom de « rue d'Aubigné ») correspond approximativement à l'extrémité ouest de l'actuelle esplanade des Villes-Compagnons-de-la-Libération.

## Historique et description
Le plan de Paris de Jaillot (1775) et le plan des paroisses de Paris de Junié (1786) montrent l'ancienne estacade dans son premier état. C'est une simple jetée à claire-voie (d'où son nom) formée de grands pieux, construite avec l'unique objectif de mettre les bateaux — qui mouillaient de préférence dans le bras Marie — à l'abri des débâcles du fleuve, alors fréquentes, le plus souvent au mois de janvier.
Une passerelle pour piétons est aménagée en 1818 pour permettre la traversée du fleuve. Elle est incendiée en 1833 et 1843.

La Passerelle dans la peinture
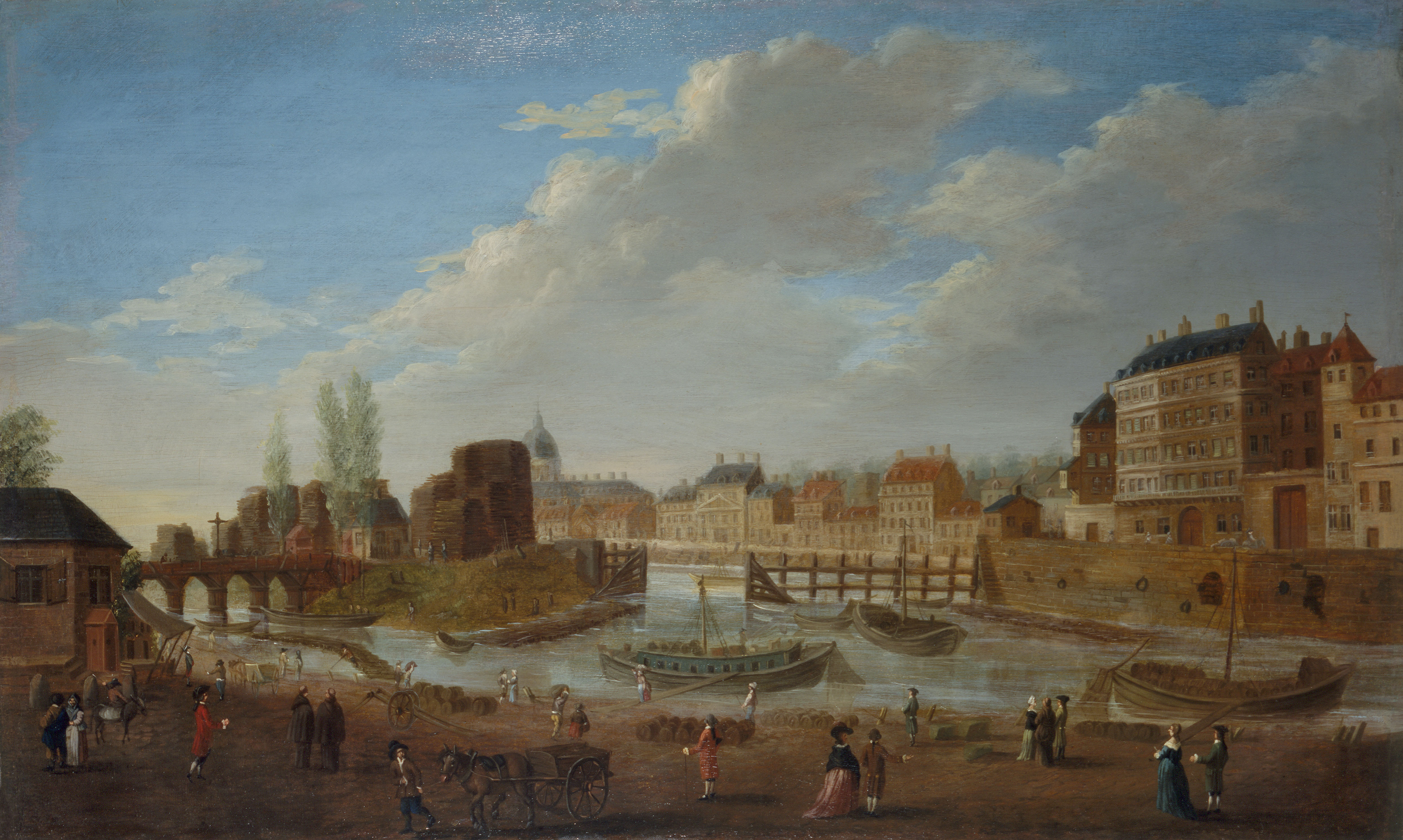
L'île Louviers et la Pointe de l'île Saint-Louis, vues du port Saint-Paul (port des Celestins), vers 1780 Pierre-Antoine Demachy Musée Carnavalet
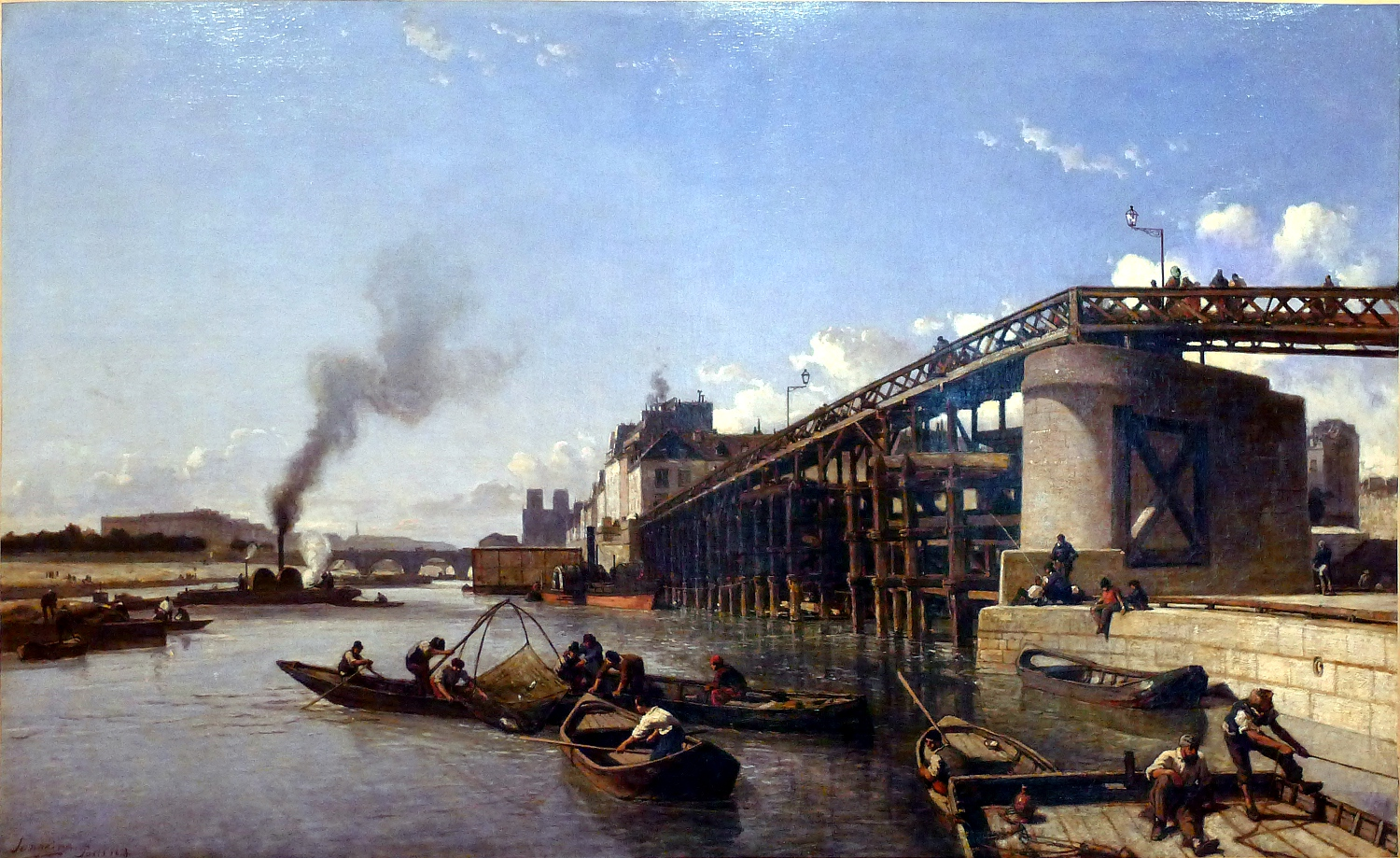
Vue de Paris, la Seine, l’Estacade, 1853 Johan Barthold Jongkind Musée des Beaux-Arts d'Angers
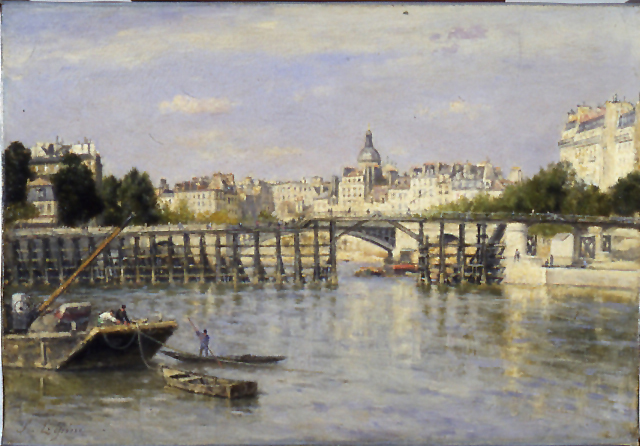
Le Pont de l'Estacade Stanislas Lépine, 1880

La passerelle est emportée par la crue de la Seine de 1910 et reconstruite en dur. 

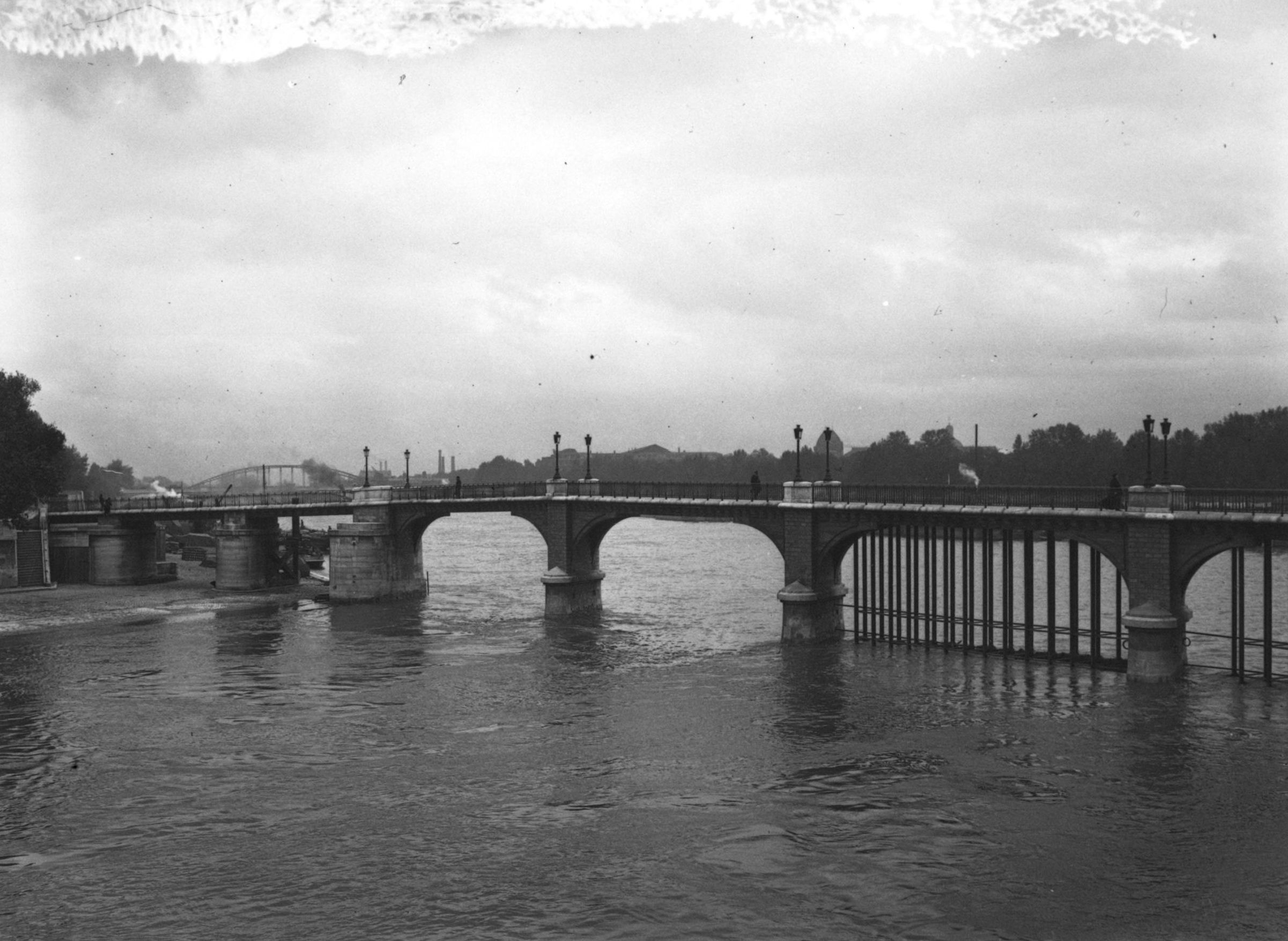
La passerelle en 1913, reconstruite en dur.

Elle est démolie en 1932.

La démolition de la passerelle de l'Estacade en 1932
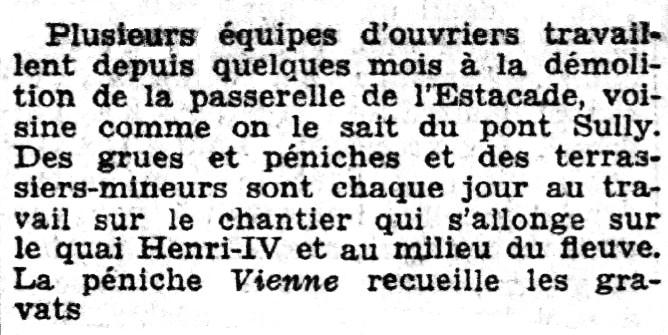
La Démolition en 1932
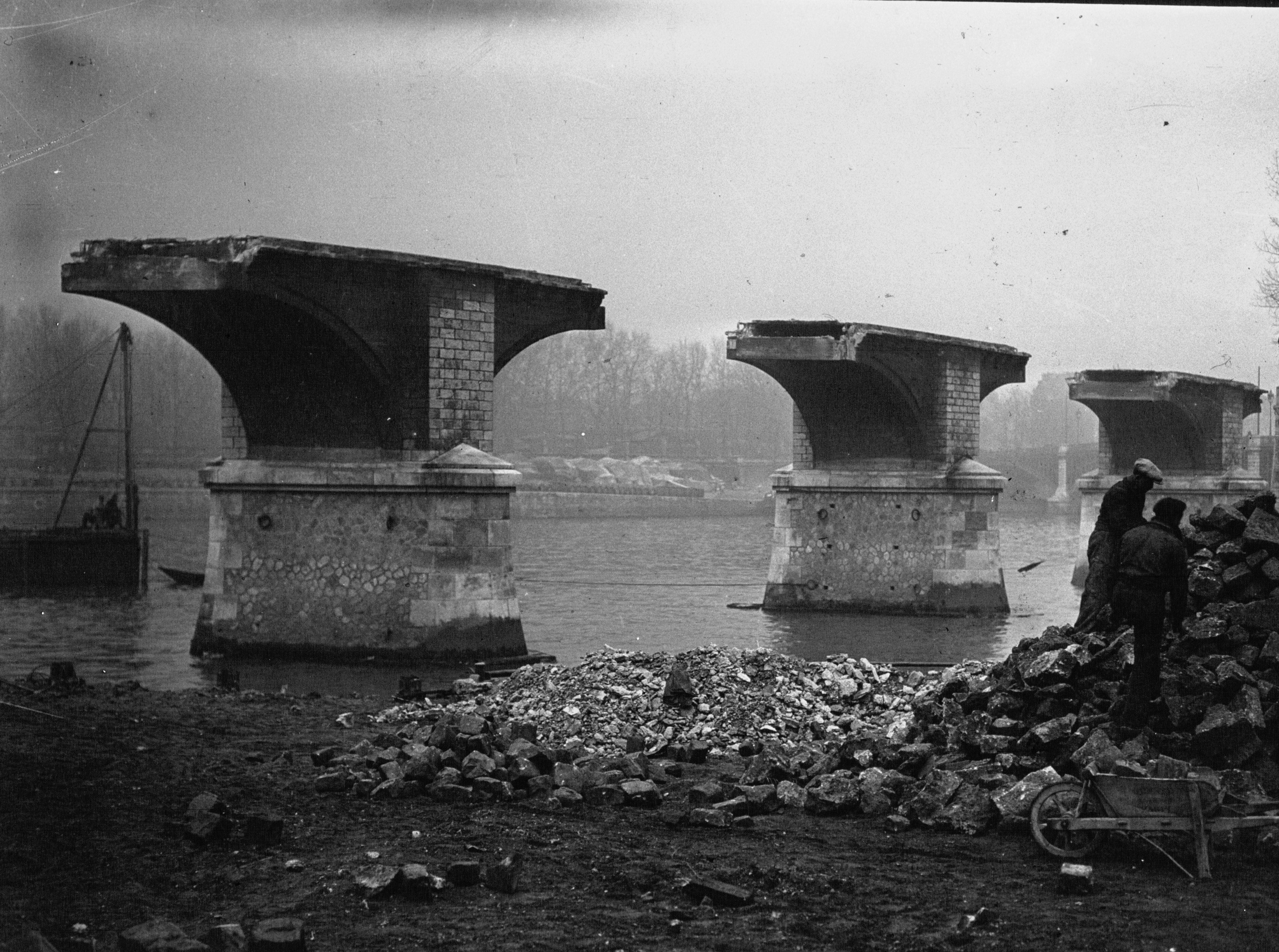
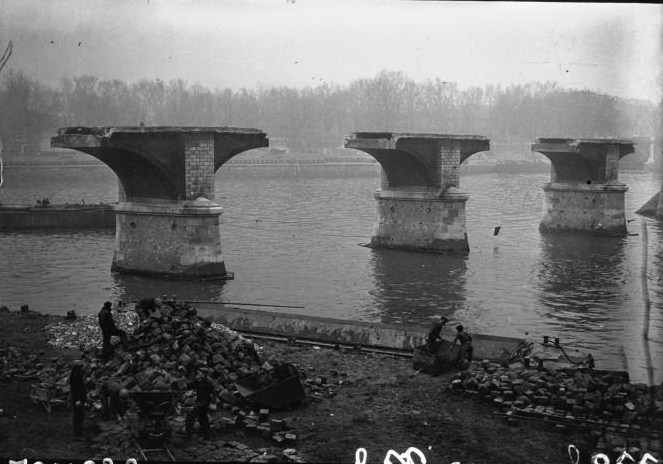
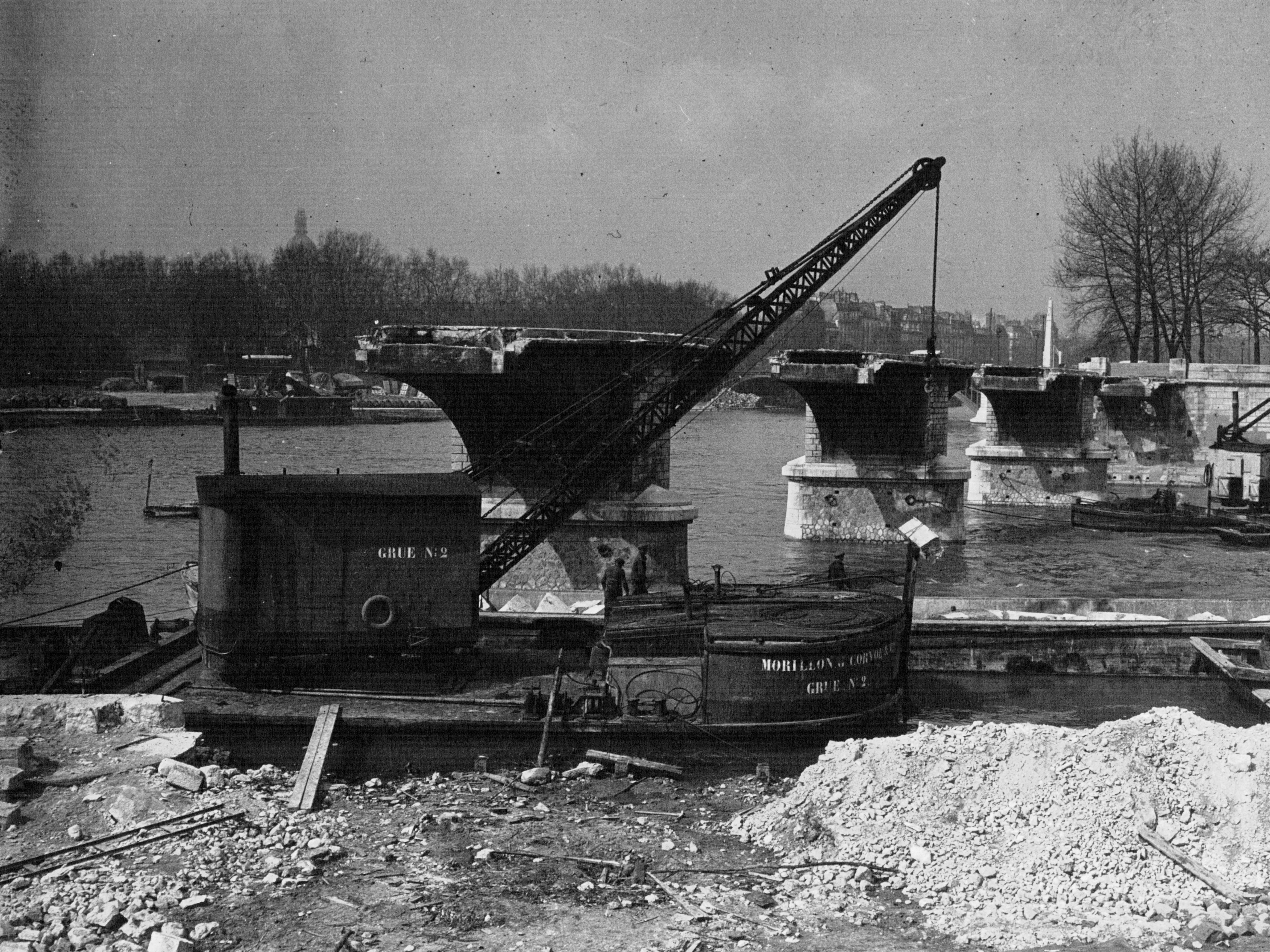